# Sylwester (Chołmski)
Sylwester, prawdopodobne nazwisko świeckie Chołmski, przezwisko Wołyniec (ur. ok. 1650, zm. 20 maja?/31 maja 1735 w Wyborgu) – rosyjski biskup prawosławny.

## Życiorys

### Wczesna działalność
Jego dokładna data urodzenia nie jest znana; przyjmuje się, iż urodził się ok. 1650, gdyż w momencie objęcia swojej ostatniej katedry kazańskiej w 1725 był już w podeszłym wieku. Prawdopodobnie pochodził z rosyjskiej rodziny szlacheckiej, choć jego nazwisko Chołmski mogło być jedynie przezwiskiem. W przeszłości przypuszczano, iż pochodził z Chełmu, a jego związki z tym miastem były również źródłem jego przezwiska Wołyniec. Najprawdopodobniej jednak duchowny związany był nie z miastem na ziemi chełmskiej, a z miasteczkiem Chołm na ziemi pskowskiej. Mało prawdopodobna jest również informacja o uzyskaniu przez Sylwestra wykształcenia w Akademii Mohylańskiej, chociaż był on niewątpliwie lepiej wykształcony niż większość współczesnych mu hierarchów rosyjskich. Prawdopodobnie hierarcha uczył się jedynie w szkole brackiej na ziemiach białoruskiej lub litewskich (nie jest wykluczona nauka w Wilnie), bliskich geograficznie jego rodzinnej Pskowszczyźnie.
Sylwester już jako mnich wymieniony jest po raz pierwszy w dokumentach z ostatniej dekady XVII w., gdy jako hieromnich był ekonomem przy domu biskupim w Nowogrodzie. W 1700 został przełożonym Monasteru Dieriewianickiego w Nowogrodzie, zaś cztery lata później, jako archimandryta, stanął na czele wspólnoty monasteru św. Jerzego w Nowogrodzie. Jeszcze w tym samym 1704 przeniesiono go do służby w Ławrze Troicko-Siergijewskiej, której został namiestnikiem. Znał Dymitra (Tuptałę) i carewicza Aleksego.

### Biskup
Chirotonia biskupa archimandryty Sylwestra odbyła się 14 września 1708, po tym, gdy car Piotr I usunął z katedry metropolitę niżnonowogrodzkiego Izajasza. Sylwester natychmiast po przyjęciu święceń biskupich otrzymał godność metropolity. W Niżnym Nowogrodzie urządził nowy monaster, w którym znalazła się również jego rezydencja, zaś przy soborze katedralny wzniósł dzwonnicę. Nie spełnił natomiast oczekiwań Piotra I w zakresie zwalczania staroobrzędowców. Według badającego dzieje eparchii niżnonowogrodzkiej biskupa Makarego właśnie z tego powodu w 1719 został przeniesiony na katedrę smoleńską, ustępując dotychczasowy urząd zdecydowanemu w walce ze starowiercami Pitirimowi. Po rocznym sprawowaniu urzędu biskupa smoleńskiego Sylwester został metropolitą twerskim (bez prawa noszenia białego kłobuka), zaś w 1724 – biskupem riazańskim (co stanowiło wyraźną degradację). Również rok później, przy przeniesieniu na katedrę kazańską, nie zachował nadanej wcześniej godności metropolity. Objęcie prestiżowej katedry zawdzięczał protekcji metropolity rostowskiego Jerzego, który po śmierci Piotra I stał się pierwszoplanową postacią w Świątobliwym Synodzie Rządzącym, wobec upadku wpływów Teofana (Prokopowicza).

#### Na katedrze kazańskiej
Sylwester otwarcie sprzeciwiał się reformom Piotra Wielkiego i jego stosunkowi do Cerkwi prawosławnej. Równocześnie sprzyjał rozwojowi oświaty cerkiewnej; już w Twerze założył szkołę słowiańsko-łacińską. W Kazaniu hierarcha ponownie zorganizował szkołę dla duchowieństwa, którą bez większego powodzenia tworzył już jego poprzednik. Do szkoły przyjął w 1726, wbrew prawu, 10 chłopców pochodzenia chłopskiego, nierosyjskiego, razem z 60 synami duchownych. Dwa lata później w szkole uczyło się 180 osób. Aby zapewnić szkole utrzymanie, biskup zlikwidował monastery Zaśnięcia Matki Bożej w Sarapule i Przemienienia Pańskiego w Osie, by ich majątek mógł zostać przeznaczony na potrzeby placówki. Hierarcha interesował się sytuacją w miejscowościach zamieszkiwanych przez niedawno ochrzczoną ludność nierosyjską. W 1729 po odwiedzinach we wsi Abdi donosił, iż przyjęci niedawno do Cerkwi Tatarzy nie znali podstawowych modlitw i prawd wiary.
Po wstąpieniu na tron Piotra II Sylwester jeszcze wyraźniej deklarował sprzeciw wobec polityki państwowej. Przestał wspominać Świątobliwy Synod Rządzący w odpowiednich momentach Świętej Liturgii, wymieniając w tym miejscu imiona zwierzchników prawosławnych patriarchatów starożytnych. W ślad za nim poszła znaczna część duchowieństwa eparchialnego i zwierzchników monasterów.
Były przełożony monasteru Przemienienia Pańskiego w Kazaniu Jonasz (Salnikiejew), usunięty z urzędu po konflikcie z metropolitą (odzyskał tytuł w 1727) Sylwestrem, w 1727 złożył na niego donos do gubernatora kazańskiego, oskarżając go o zdradę cara. Donos trafił jednak do Synodu, gdzie zasiadali ówcześnie duchowni przychylni ordynariuszowi eparchii kazańskiej. W rezultacie w grudniu 1728 to Jonasz został pozbawiony wszystkich godności, usunięty ze stanu mniszego i wychłostany.
Sytuacja metropolity Sylwestra uległa gwałtownej zmianie po śmierci Piotra II i wstąpieniu na tron Anny. W Synodzie pierwszoplanową postacią ponownie stał się Teofan (Prokopowicz), zaś przychylni Sylwestrowi biskupi Lew (Jurłow), Ignacy (Smoła) i Jerzy (Daszkow) zostali poddani represjom i pozbawieni godności. W 1730 metropolita kazański znalazł się w konflikcie z gubernatorem kazańskim Artiemijem Wołynskim. W marcu tego samego roku Synod sięgnął do donosów złożonych przez Jonasza (Salnikiejewa), zaś śledztwo w sprawie powierzono gubernatorowi. W obronie duchownego stał wicegubernator Kudriawcew. W 1731 poważniejsze oskarżenia przeciwko Sylwestrowi przedstawił archimandryta monasteru Zaśnięcia Matki Bożej w Swijażsku Gabriel. Oskarżył on biskupa o przyjazne kontakty i udzielanie pomocy metropolicie Ignacemu (Smole), który, pozbawiony urzędu przebywał w podległym mu klasztorze. Działania takie traktowane były jako przestępstwo państwowe. 6 września 1731 caryca, poinformowana o sprawie przez Teofana (Prokopowicza), wyraziła zgodę na rozpoczęcie właśnie przez niego śledztwa przeciwko metropolicie kazańskiemu. Do dotychczasowych zarzutów dodano jeszcze zarzut obrazy cesarzowej, gdyż, jak donosił Gabriel, Ignacy (Smoła) miał w rozmowie z Sylwestrem stwierdzić, iż „baba” nie powinna sądzić biskupa.
W domu biskupim w Kazaniu przeprowadzono przeszukanie, w czasie którego odnaleziono zeszyt zawierający cytaty z tekstów Ojców Kościoła z osobistymi notatkami Sylwestra, w których krytykował on reformę cerkiewną Piotra oraz listem (adresata nie ustalono), w którym Teofana (Prokopowicza) określał jako nieprawosławnego. Sylwester został przewieziony na przesłuchanie do Niżnego Nowogrodu, a następnie osadzony w Ławrze św. Aleksandra Newskiego bez prawa noszenia panagii i odprawiania nabożeństw rytem przewidzianym dla biskupów. Przeciwko znajdującemu się w niełasce biskupowi złożone zostały kolejne donosy, informujące o odmowie modlitw za Synod. Śledztwem w tej sprawie objęto wszystkich najważniejszych duchownych eparchii kazańskiej, większość z nich straciła piastowane urzędy i posiadane godności. Represje objęły całe duchowieństwo administratury, częściowo powstrzymał je jednak następca Sylwestra na katedrze, arcybiskup Hilarion. 
Sylwester był początkowo przetrzymywany w Monasterze Krypieckim w eparchii pskowskiej, formalnie niepozbawiony godności, lecz nieuprawniony do odprawiania nabożeństw rytem biskupim i noszenia panagii. Nadal nie przyznawał się do winy i żądał, by jego sprawę rozpatrywał Senat. Ostatecznie wyniki śledztwa przeciwko niemu ocenił jedynie Gabinet Ministrów, który postanowił pozbawić go urzędu i uwięzić w twierdzy wyborskiej.
Sylwester zmarł po dwóch latach uwięzienia i został pochowany w soborze Narodzenia Pańskiego w Wyborgu jako zwykły mnich.